# シクロ(18)炭素
シクロ[18]炭素(cyclo[18]carbon)またはシクロオクタデカ-1,3,5,7,9,11,13,15,17-ノナイン(Cyclooctadeca-1,3,5,7,9,11,13,15,17-nonayne)は、分子式C18の炭素の同素体である。18個の炭素原子が三重結合と単結合で交互に結合した環であり、ポリイン、シクロ炭素である。
シクロ[18]炭素は、熱力学的安定性を持つと予測される最小のシクロ[n]炭素であり、計算されるひずみエネルギーは、１モル当たり72 kcalである。122 K以上の温度では分解してグラファイトとなる。
IBMとオックスフォード大学の共同研究チームにより、シクロブタノン構造のいくつかの部位を電気化学的方法による脱カルボニル化することで、2019年に固体状態での合成が主張された。後にスペインの研究者がコンピュータにより分子の構造的及び電気的性質を調べ、この分子が電子受容体であることを発見した。
IBMの研究者によると、彼らの生成物の電子構造は、二重結合が連続したクムレン型ではなく、交互に並ぶ三重結合と単結合から構成されていた。これにより、恐らくこの分子は半導体であると考えられている。